# 1184 a.C.

## Eventos
- Queda de Troia, 408 anos antes da primeira Olimpíada,[1] cálculos baseados no texto de Diodoro Sículo.[2]